# 許詩茵
許詩茵（1995年2月3日—），中國女子音樂組合SING女團的成員。 2016年5月通過入團考核，以《柒月》一曲正式出道。在組合內擔任副主唱與和聲。

## 經歷
2016年7月，以第二期練習生的身分加入SING女團，並參與大型女子偶像組合成長真人秀節目《偶像來了-S.I.N.G養成日誌(第二季)》。2016年5月通過選拔考核升格為女團正式成員，並在同年7月以《柒月》一曲出道。2018年3月14日推出個人原創單曲《白衣少年》，被選為電視劇《小女花不棄》片尾曲。同年與同團成员賴美雲、蔣申一起参加腾讯视频舉辦的《创造101》，雖然在參賽期間獲得不少評審稱讚，仍在第四期首輪遭到淘汰。

## 作品

### 音樂

#### 個人
| 年份 | 發行日期 | 歌曲名稱     | 作詞           | 作曲           | 備註                         |
| 2018 | 3月14日  | 白衣少年     | 許詩茵、秦瑜   | 許詩茵         | 電視劇《小女花不棄》片尾曲   |
| 2019 | 3月14日  | 是你沒錯了   | 許詩茵         | 焦邁奇         |                              |
| 2019 | 4月29日  | 犬愛         | 陳泯西、吳躍鑫 | 李方睿         | 電影《犬愛》宣傳曲           |
| 2019 | 11月12日 | 一生天涯     | 許詩茵         | 李建衡         |                              |
| 2020 | 4月3日   | 新装         | 徐云霄         | 徐云霄、許詩茵 |                              |
| 2020 | 5月10日  | 想她         | 許詩茵         | 許詩茵         |                              |
| 2020 | 6月12日  | 一天一點     |                |                | 電視劇《夏夜知君暖》插曲     |
| 2020 | 8月27日  | 月哉         |                |                | 1828專輯                     |
| 2020 | 9月30日  | 春（浣溪沙） |                |                | 《敘·時·因》——春之曲         |
| 2020 | 11月23日 | 寄籤三秋     |                |                | 《敘·時·因》——秋之曲         |
| 2021 | 2月3日   | 記夏         |                |                | 《敘·時·因》——夏之曲         |
| 2021 | 6月23日  | 冬昔         |                |                | 《敘·時·因》——冬之曲         |
| 2021 | 7月1日   | 祥雲         |                |                | 電影《兴安岭上》敏珠倫角色曲 |
| 2021 | 8月25日  | 因你成詩     |                |                |                              |
| 2022 | 2月3日   | 掌溫         |                |                |                              |
| 2022 | 4月23日  | 奴家問       |                |                |                              |
| 2022 | 5月20日  | 神奇小鎮     |                |                | 《陸豐市金廂鎮》-宣傳曲      |
| 2022 | 9月20日  | 好嗎         |                |                |                              |
| 2023 | 7月21日  | 月汐         |                |                |                              |
| 2023 | 7月25日  | 時間碎片     |                |                | 網劇《明日来讯》宣传曲       |

### 影視

#### 電影
| 上映時間      | 劇名       | 同團參演成員             |
| 2017年7月20日 | 閃光少女   | 林津伊、蔣申、秦瑜、林慧 |
| 2018年8月17日 | 美少女壯士 | 林津伊、蔣申、林慧       |

#### 電視劇
| 播出時間                     | 播出頻道               | 劇名               | 同團參演成員                                 |
| 2018年4月3日 - 2018年5月30日 | 廣東廣播電視台少兒頻道 | 《快乐酷宝》第三季 | 陈丽、蒋申、赖美云、林津伊、秦瑜、吴瑶、林慧 |

#### 專屬綜藝節目
| 日期                           | 節目名稱                | 集數 | 備註 |
| 2017年9月9日                   | 美食大作战              | 2    |      |
| 2017年10月23日－至今           | SING工作日志            | 26   |      |
| 2018年9月2日－2018年11月8日    | 繁星夜谈会              | 4    |      |
| 2018年9月6日－2018年10月18日   | SING Holiday 巴厘岛特辑 | 7    |      |
| 2018年9月11日－至今            | SING練習時              | 10   |      |
| 2018年10月25日                 | 蒋申带你遊上海          | 1    |      |
| 2018年12月14日－2018年12月20日 | SING Holiday 成都特辑   | 2    |      |
| 2019年1月3日－至今             | SING HOME               | 6    |      |

#### 綜藝節目
| 播出日期       | 節目名稱               | 首播平台               | 同團參演成員                                             |
| 2016年6月5日   | 《活力大冲关》         | 广东卫视               | 賴美雲、林津伊、林慧、蔣申、秦瑜、吳瑤、陳麗             |
| 2016年7月10日  | 《我想和你唱》         | 湖南衛視               | 賴美雲、林慧、蔣申                                       |
| 2016年8月7日   | 《AiBB亚洲偶像榜》     | 網路節目               | 賴美雲、蔡莎、秦瑜、陳麗                                 |
| 2016年10月10日 | 《勇者大冲关》         | 江苏卫视               | 賴美雲、林津伊、林慧、秦瑜、蔣申                         |
| 2016年11月12日 | 《全球中文音乐榜上榜》 | 中國中央電視台音樂頻道 | 賴美雲、林津伊、秦瑜                                     |
| 2016年11月27日 | 《AiBB亚洲偶像榜》     | 網路節目               | 賴美雲、林津伊、林慧、秦瑜、蔣申、吳瑤、陳麗             |
| 2017年1月20日  | 《欢乐一家亲》         | CCTV-4                 | 賴美雲、林津伊、林慧、秦瑜、蔣申、吳瑤、陳麗、边丽、蔡莎 |
| 2017年6月1日   | 《六一晚会》           | TVS5                   | 賴美雲、林慧、秦瑜、蔣申、吳瑤、陳麗                     |
| 2017年9月5日   | 《娱乐前线》           | 广东电视台综艺频道     | 賴美雲、林津伊、林慧、秦瑜、蔣申、吳瑤、陳麗             |
| 2017年10月2日  | 《花好月圆》中秋晚会   | 东方卫视               | 賴美雲、林津伊、林慧、秦瑜、蔣申、陳麗                   |
| 2018年4月21日  | 《创造101》            | 腾讯视频               | 蒋申、赖美云                                             |

## 外部連結
- 許詩茵的新浪微博
- 許詩茵的Instagram帳戶
- SING女团的新浪微博